# Ischnopsyllus intermedius
Ischnopsyllus intermedius är en loppart som först beskrevs av Rothschild 1898.  Ischnopsyllus intermedius ingår i släktet Ischnopsyllus och familjen fladdermusloppor. Inga underarter finns listade i Catalogue of Life.